# Székelymuzsna
Székelymuzsna (1899-ig Muzsna, románul Mujna) falu Romániában Hargita megyében.

## Fekvése
Székelyudvarhelytől 27 km-re délnyugatra az Erdő-és a Csörgő-patak közti magasabb dombháton fekszik, a Székelyföld peremfaluja. Székelyderzshez tartozik, melytől 6 km-re nyugatra található.

## Története
Régi temploma 1283-ban már megvolt, ez valószínűleg a mai Szentegyháza nevű dűlőben állott. Mai református temploma a 15. században épülhetett, 1642-ben az unitáriusok kapták meg, de 1647-től újra a reformátusoké lett. 1704-ben a császáriak pusztítják, majd 1802-ben földrengés rongálta meg. 1562-ben a székely felkelés egyik vezetője a muzsnai Bán András volt, melynek leverése után 44 ház lakói jobbágysorba süllyedtek. Unitárius temploma 1701-ben épült.
1910-ben 1011 magyar lakosa volt. A trianoni békeszerződésig Udvarhely vármegye Udvarhelyi járásához tartozott.
1992-ben 485 lakosából 483 magyar és 2 román volt.